# Ochsenkogel (Gleinalpe, bei Übelbach)
Der Ochsenkogel ist ein 1580 m ü. A. hoher Gipfel der Gleinalpe nordwestlich von Graz.

## Lage und Umgebung
Der Ochsenkogel ist mit dem westlich anschließenden Roßbachkogel (1848 m) eng verbunden. Die große Brendlalm (Sommerweide der Jungstuten des Lipizzanergestüts Piber) zieht sich von der Südostflanke des Roßbachkogels bis auf die Südwestflanke des Ochsenkogels, der hier von seinem großen Nachbarn nur durch einen 85 Höhenmeter tiefer gelegenen Sattel getrennt ist. Größere Eigenständigkeit hat der Berg an seinen anderen Flanken. An seiner Nordseite fällt er steil ins Tal des Übelbachs ab, nach Süden zieht ein Rücken sanfter abfallend in Richtung der Ortschaft Gallmannsegg. Im Graben westlich dieses Rückens entspringt der Siebbrunnenbach, im Graben östlich davon der Alpenbach, beide sind Zuflüsse der Kainach. Nach Osten läuft ein Rücken der Gleinalpe weiter, die östliche Abgrenzung des Ochsenkogels innerhalb dieses Höhenzuges bildet der auf 1345 m gelegene Tiefsattel.

## Wege
Der Ochsenkogel selbst ist selten Ziel einer Wanderung, über ihn laufen jedoch (auch historisch) bedeutende Wege. Einer führt von Gallmannsegg (d. h. aus dem Tal der Kainach) über den erwähnten Rücken an der Südseite auf den Berg. Zwei weitere vereinigen sich an seiner Südostseite: Einer, der von Osten, vom Sattel zwischen den Tälern des Übelbachs und Södingbachs (beim ehem. Gasthof Krautwasch) ansteigt. Und einer, der vom südöstlich gelegenen Sattel zwischen den Tälern des Södingbachs und der Kainach kommt. Diese beiden Wege vereinigen sich auf einer Schanzwiese genannten Alm beim Tiefsattel. Der anfangs genannte Weg aus Richtung Süden stößt an der weiter westlich gelegenen Brendlalm hinzu. Der vereinigte Weg läuft dann über den Sattel zwischen Ochsenkogel und Roßbachkogel zum verkehrstechnisch bedeutenden Gleinalmsattel.

### Befestigungsanlage auf der Schanzwiese
Die Schanzwiese am Tiefsattel weist tatsächlich Geländestrukturen einer Schanze auf. Es handelt sich um eine etwa 100 m lange Erdaufschüttung, die ungefähr in Nord-Süd-Richtung quer über die Almwiese verläuft, wobei insbesondere der rund 50 m lange Nordteil noch recht gut im Gelände zu erkennen ist. Der Wall ist heute noch rund 70 cm hoch erhalten und hat eine Breite von ca. 2,80 m, vor ihm befindet sich ein heute noch bis zu 80 cm tiefer Graben. Im Mai 1997 wurde die Anlage mittels einer kurzen (zweitägigen) archäologischen Grabung untersucht, wobei ein Grabungsschnitt quer durch den Nordteil angelegt wurde. So konnte nachgewiesen werden, dass der Graben ursprünglich als Spitzgraben in den anstehenden Fels eingetieft worden war. An der Oberkante des Walls fanden sich Hinweise auf eine massive Palisade. Da die Errichtung von Befestigungen während der Türkenkriege in der Gegend urkundlich belegt ist, hatte man eine Erbauung der Anlage ab der zweiten Hälfte des 15. Jahrhunderts angenommen. C14-Proben von zwei Holzkohlestücken aus dem Graben erbrachten jedoch eine Datierung auf die Jahre 1060 (±120 Jahre) bzw. 1150 (±240 Jahre). Diese wesentlich früheren Daten lassen eine Errichtung der Anlage infolge der Ungarneinfälle des 10. Jahrhunderts möglich erscheinen. Für eine Datierung vor dem 15. Jhd. spricht auch, dass ein heute abgekommener Hof unterhalb der Anlage bereits im St. Lambrechter Urbar (1390/1391) als Jens an der Wolfschenzn genannt wird. Die Errichtung einer solchen Anlage im Gebirge zeugt jedenfalls von der Bedeutung der Wege über die Gleinalpe.

Galerie
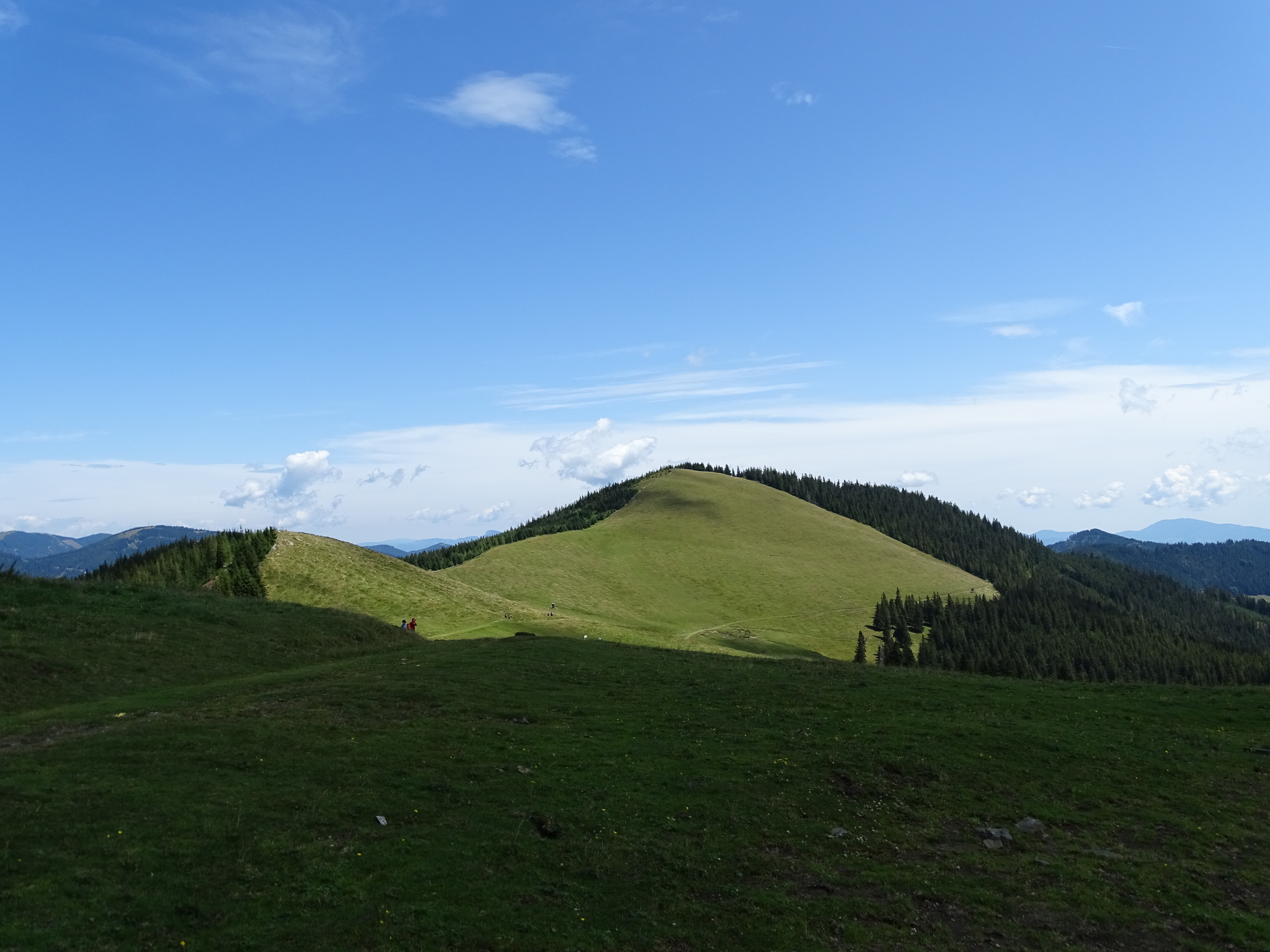
Von Südwesten betrachtet erscheint der Ochsenkogel nur als eine kleine Erhöhung auf der Brendlalm …
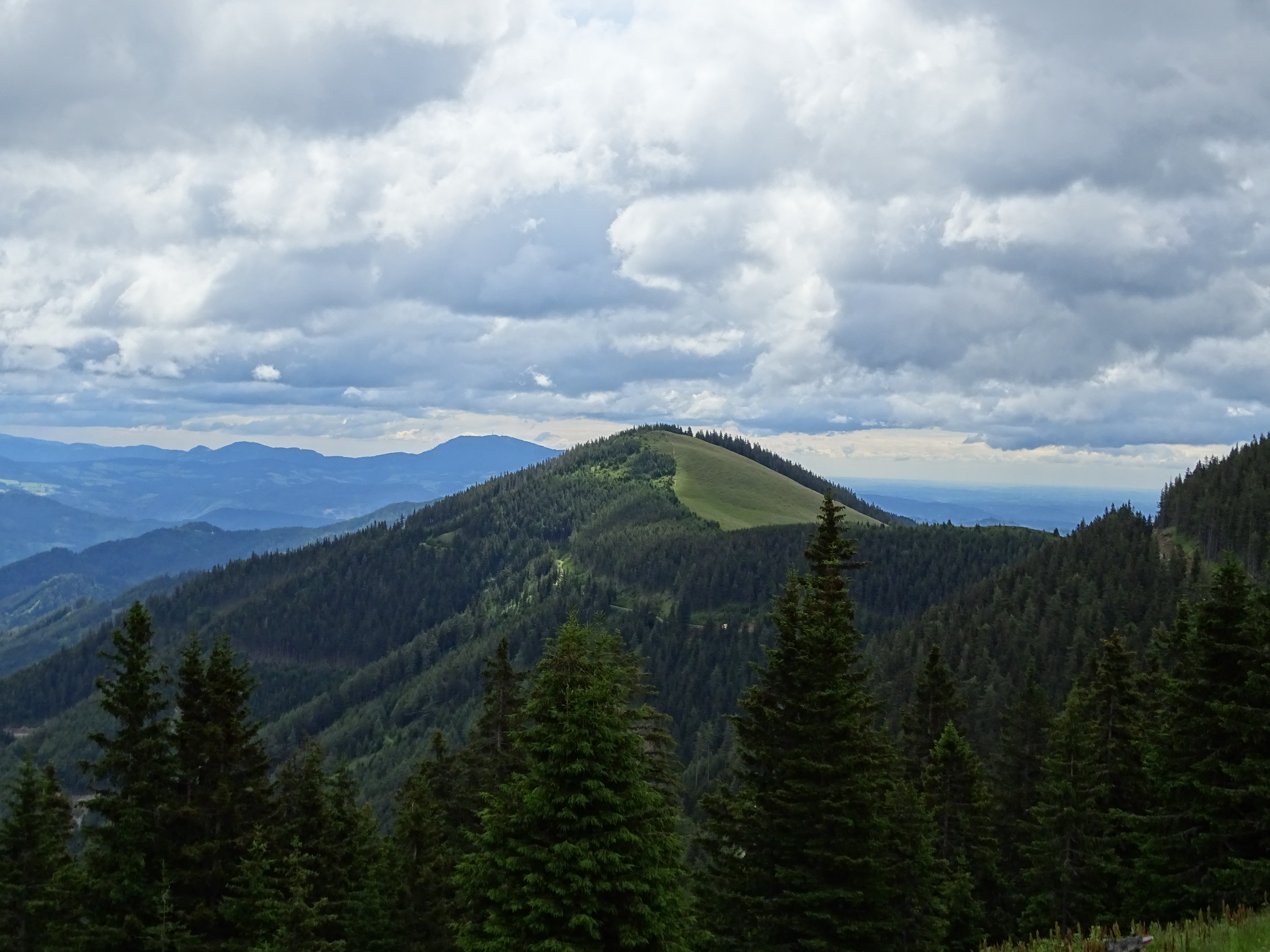
… eigenständiger ist er hingegen von Nordwesten gesehen.
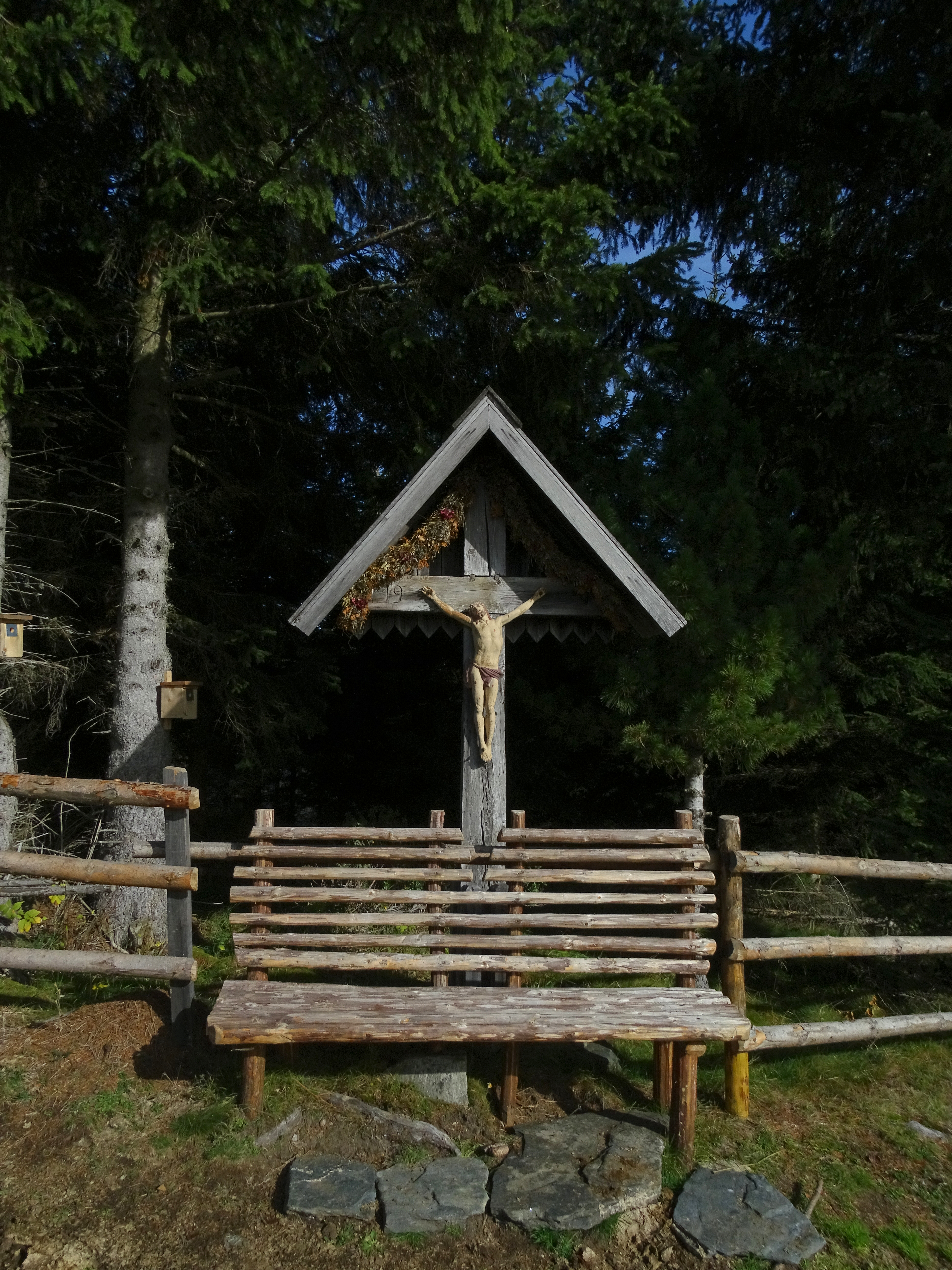
Das Schanzkreuz am Tiefsattel.
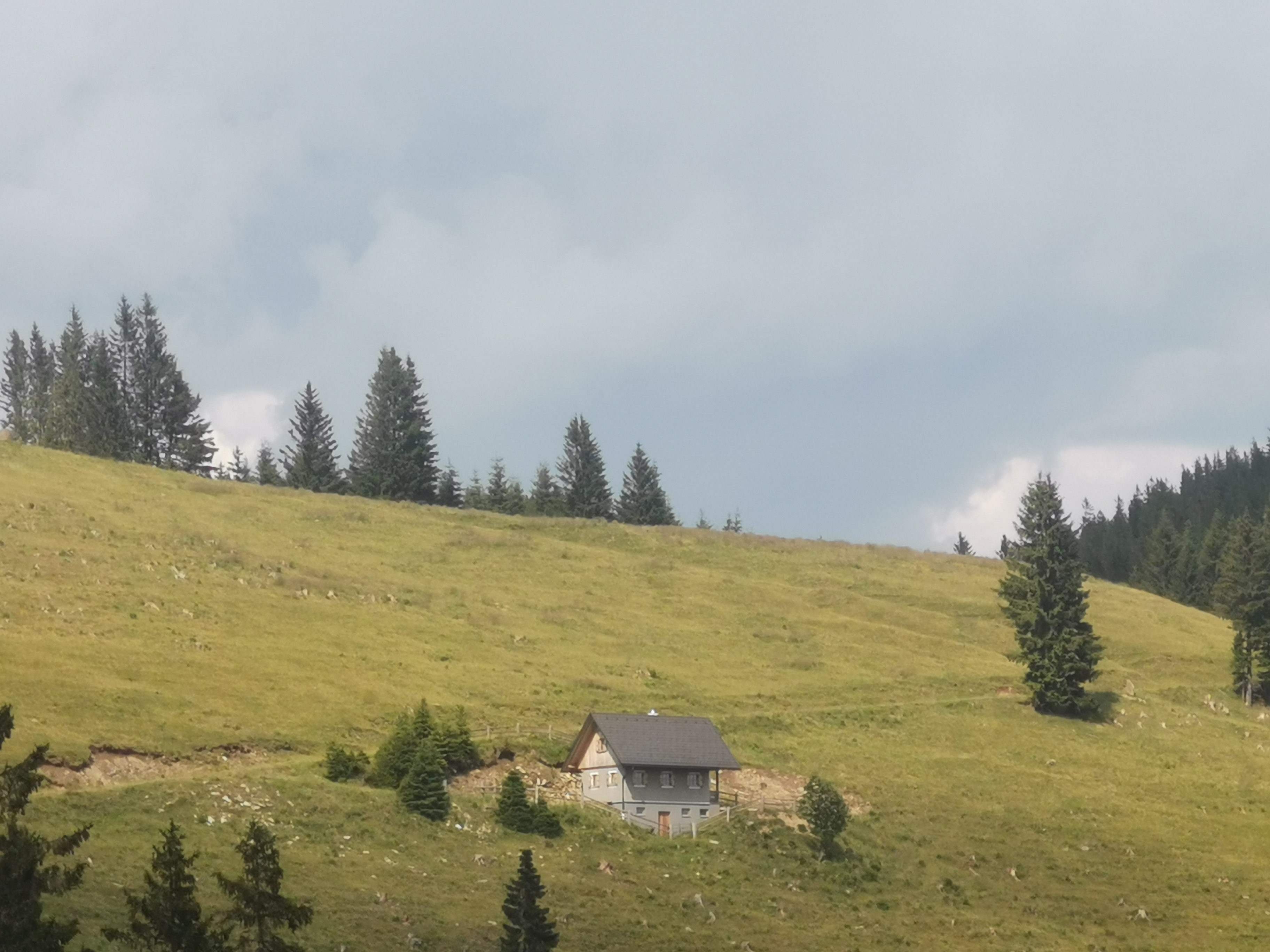
Blick auf die Schanzwiese, die namensgebenden Geländestrukturen ziehen sich vom einzelnen Baum rechts hangaufwärts.
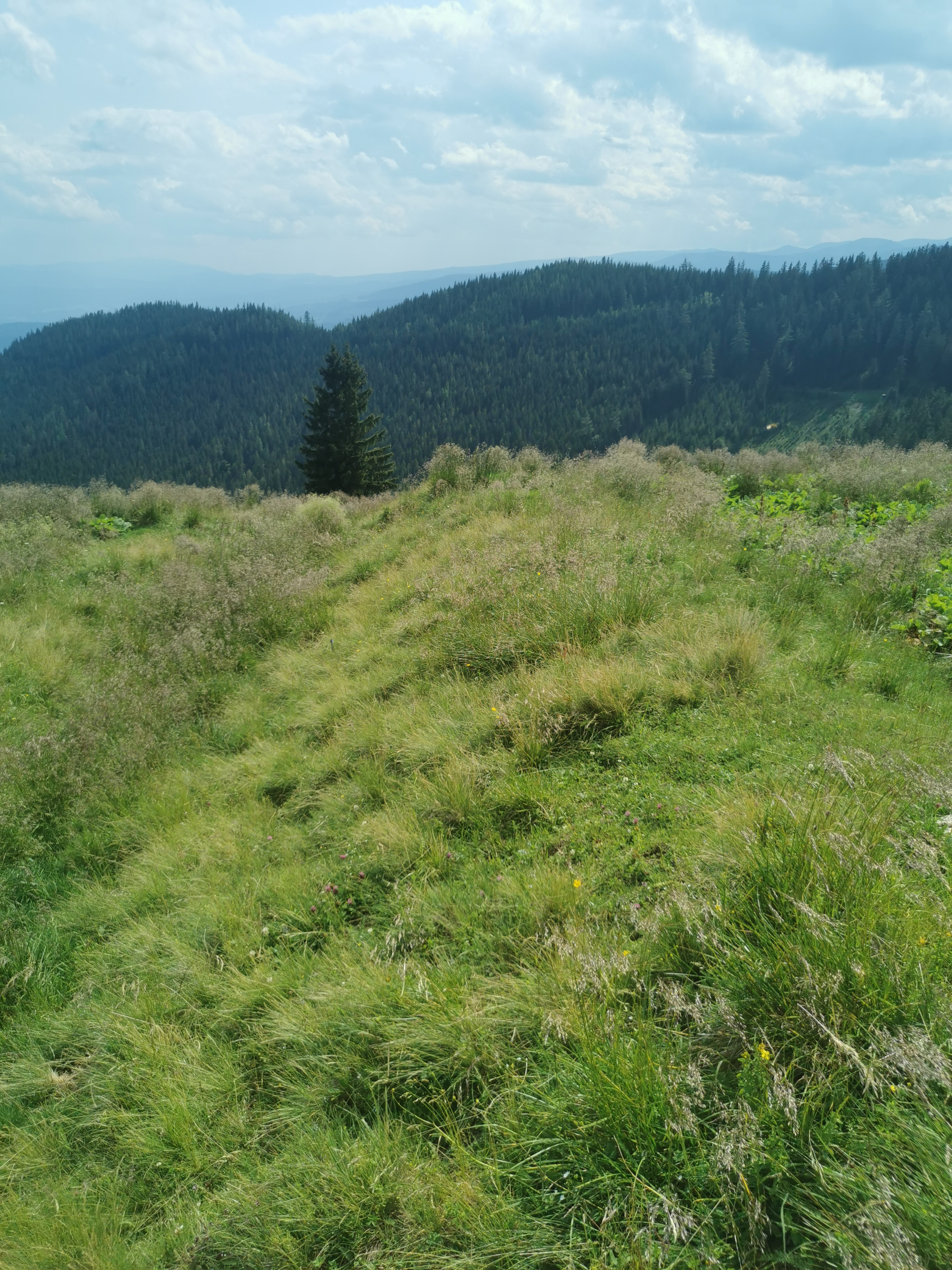
Nordteil der Schanze.
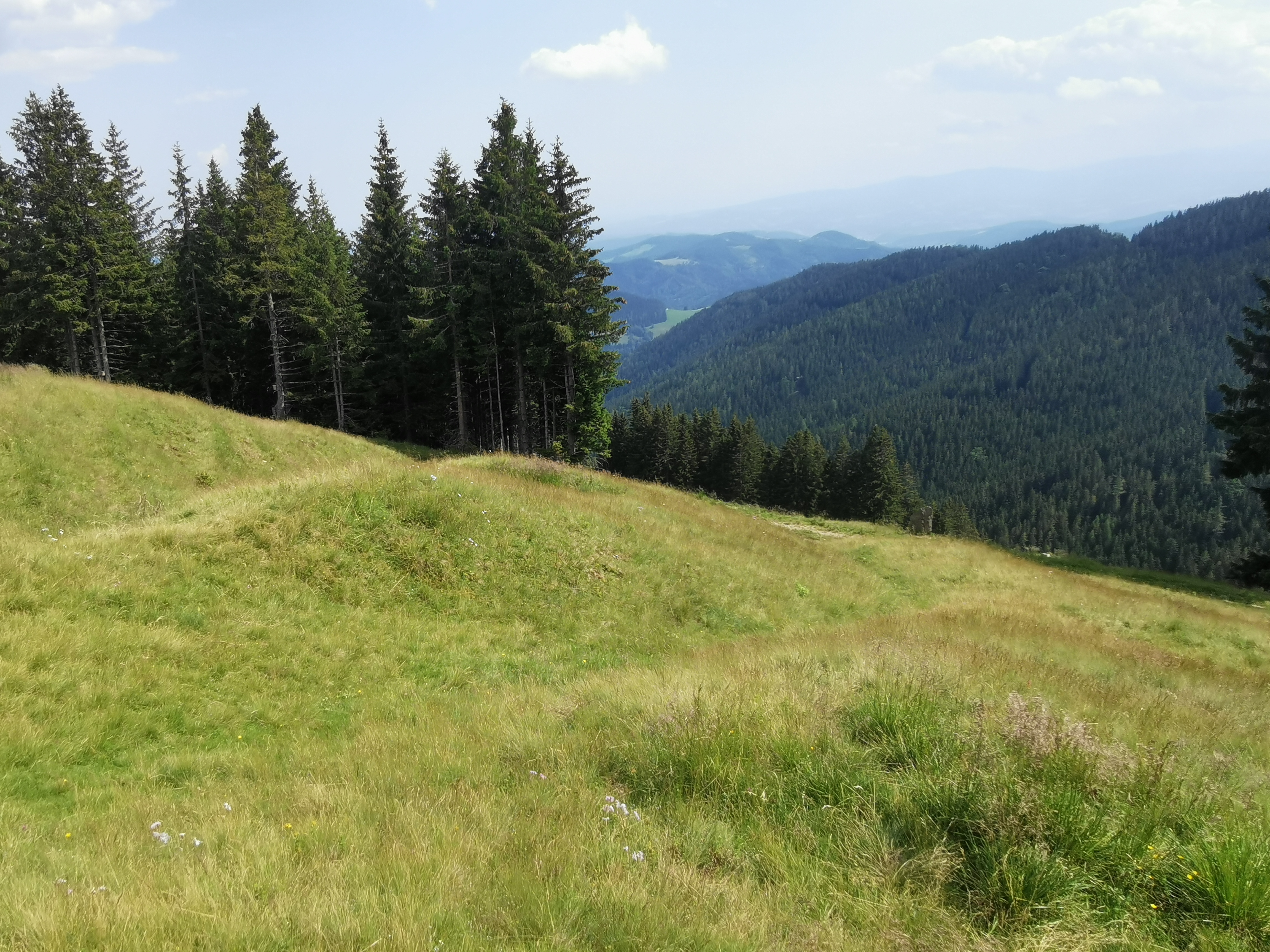
Südteil der Schanze.